# Фільмографія Джулії Робертс

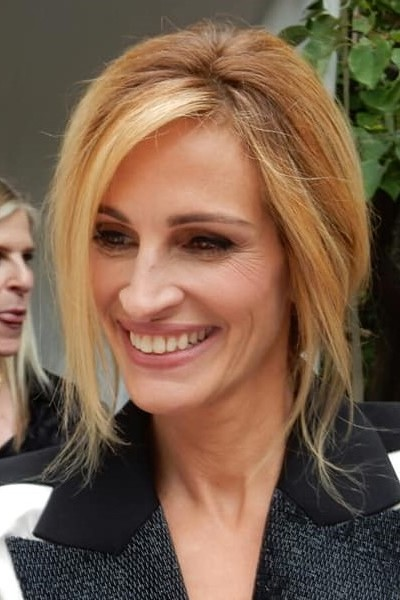
Робертс у 2018 році на Міжнародному кінофестивалі у Торонто

Джулія Робертс — американська актриса та продюсер, яка дебютувала у 1987 році у фільмі «Пожежна команда», випущеному прямо на відео. Прорив стався наступного року, коли вона знялася у фільмі про дорослішання «Містична піца» (1988). За роль другого плану в комедійно-драматичному фільмі «Сталеві магнолії» (1989) вона отримала премію «Золотий глобус» за найкращу жіночу роль другого плану. Наступна роль Робертс була у парі з Річардом Ґіром у дуже успішній романтичній комедії «Красуня» (1990), за яку вона отримала Премію «Золотий глобус» за найкращу жіночу роль — комедія або мюзикл. У 1991 році вона з'явилася в психологічному трилері «У ліжку з ворогом», також зіграла Дінь-Дінь у фентезійному пригодницькому фільмі Стівена Спілберга «Капітан Гак». Через два роки Робертс знялася в юридичному трилері «Справа пеліканів», екранізації однойменного роману Джона Ґрішема. Наприкінці 1990-х вона зіграла головні ролі в романтичних комедіях «Весілля найкращого друга» (1997), «Ноттінґ Гілл» (1999) та «Наречена-втікачка» (1999).

## Фільми

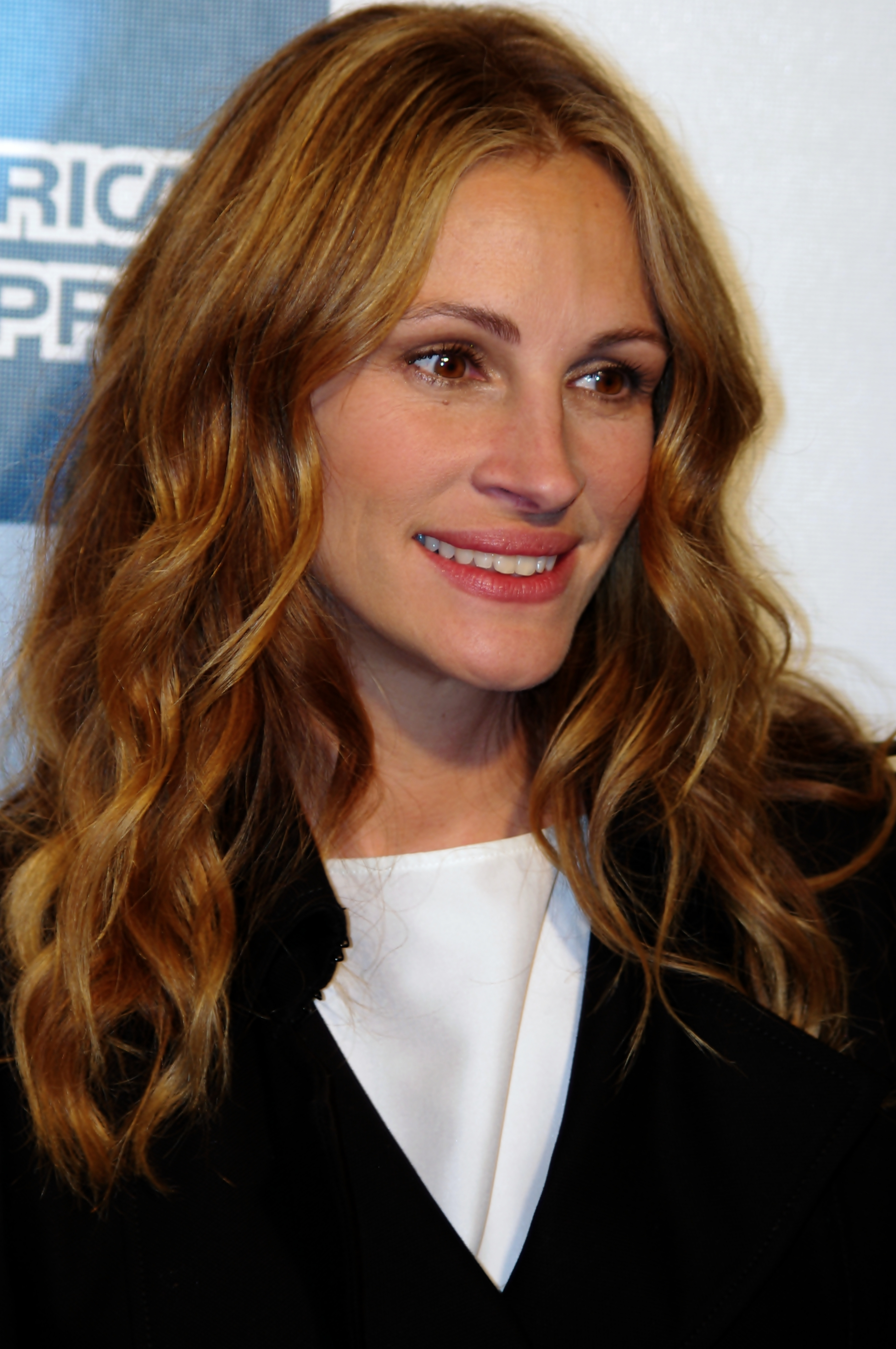
Робертс на прем'єрі фільму «Нестерпний Генрі» у 2011 році

| Рік  | Назва                              | Роль                   | Примітки                                  |
| ---- | ---------------------------------- | ---------------------- | ----------------------------------------- |
| 1987 | Пожежна команда                    | Бебс                   | не вказано у титрах; реліз прямо на відео |
| 1988 | Задоволення                        | Деріл Шейн             | [ 4 ]                                     |
| 1988 | Містична піца                      | Дейзі Араужо           | [ 5 ]                                     |
| 1989 | Червоний, як кров                  | Маріса Коллоджеро      | знято у 1986 році                         |
| 1989 | Сталеві магнолії                   | Шелбі Ітентон-Латчері  | [ 7 ]                                     |
| 1990 | Красуня                            | Вівіан Ворд            | [ 8 ]                                     |
| 1990 | Коматозники                        | Рейчел Маннус          | [ 9 ]                                     |
| 1991 | У ліжку з ворогом                  | Лора Вільямс Берні     | [ 10 ]                                    |
| 1991 | Померти молодим                    | Гіларі О'Ніл           | [ 11 ]                                    |
| 1991 | Капітан Гак                        | Дінь-Дінь              | [ 12 ]                                    |
| 1992 | Гравець                            | камео                  | [ 13 ] [ 14 ]                             |
| 1993 | Справа пеліканів                   | Дербі Шоу              | [ 15 ]                                    |
| 1994 | Я люблю неприємності               | Сабріна Пітерсон       | [ 16 ]                                    |
| 1994 | Висока мода                        | Енн Айзенгавер         | [ 17 ]                                    |
| 1995 | Є про що поговорити                | Ґрейс Кінґ Бішон       | [ 18 ]                                    |
| 1996 | Мері Райлі                         | Мері Райлі             | [ 19 ]                                    |
| 1996 | Майкл Коллінз                      | Кітті Кірнан           | [ 20 ]                                    |
| 1996 | Всі кажуть, я тебе кохаю           | Вон Сайделл            | [ 21 ]                                    |
| 1997 | Весілля найкращого друга           | Джуліанн Поттер        | [ 22 ]                                    |
| 1997 | Теорія змови                       | Еліс Саттон            | [ 23 ]                                    |
| 1998 | Мачуха                             | Ізабель Келлі          | також виконавча продюсерка                |
| 1999 | Ноттінґ Гілл                       | Анна Скотт             | [ 25 ]                                    |
| 1999 | Наречена-втікачка                  | Меґґі Карпентер        | [ 26 ]                                    |
| 2000 | Ерін Брокович                      | Ерін Брокович          | [ 27 ]                                    |
| 2001 | Мексиканець                        | Саманта Барзель        | [ 28 ]                                    |
| 2001 | Улюбленці Америки                  | Кікі Гаррісон          | [ 29 ]                                    |
| 2001 | Одинадцять друзів Оушена           | Тесс Оушен             | [ 30 ]                                    |
| 2002 | Великий чемпіон                    | Джолін                 | [ 31 ] [ 32 ]                             |
| 2002 | Повний фронтальний                 | Франческа / Кетрін     | [ 33 ]                                    |
| 2002 | Сповідь небезпечної людини         | Патріція Вотсон        | [ 34 ]                                    |
| 2003 | Посмішка Мони Лізи                 | Кетрін Енн Вотсон      | [ 35 ]                                    |
| 2004 | Розкажи їм, хто ти                 | камео                  | [ 36 ]                                    |
| 2004 | Близькість                         | Анна Кемерон           | [ 37 ]                                    |
| 2004 | Дванадцять друзів Оушена           | Тесс Оушен             | [ 38 ]                                    |
| 2006 | Лихо мурашине                      | Гова                   | озвучування                               |
| 2006 | Павутиння Шарлотти                 | Шарлотта               | озвучування                               |
| 2007 | Війна Чарлі Вілсона                | Джоан Геррінґ          | [ 41 ]                                    |
| 2008 | Світлячки у саду                   | Ліза Тейлор            | [ 42 ] [ 43 ]                             |
| 2008 | Кіт Кіттредж: Американська дівчина | Н/Д                    | виконавча продюсерка                      |
| 2009 | Подвійна гра                       | Клер Стенвік           | [ 45 ]                                    |
| 2010 | День святого Валентина             | капітан Кейт Гейзелтін | [ 46 ]                                    |
| 2010 | Їсти, молитися, кохати             | Елізабет Ґілберт       | [ 47 ]                                    |
| 2011 | Нестерпний Генрі                   | Н/Д                    | виконавча продюсерка                      |
| 2011 | Спершу кохання, потім весілля      | терапевт Ейви          | озвучування                               |
| 2011 | Ларрі Краун                        | Мерседес Тейнот        | [ 52 ]                                    |
| 2012 | Білосніжка: Помста гномів          | королева Клементіанна  | [ 53 ]                                    |
| 2013 | Серпень: Графство Осейдж           | Барбара Фордгем        | [ 27 ] [ 54 ]                             |
| 2015 | Секрет у їхніх очах                | Джесс Кобб             | [ 55 ]                                    |
| 2016 | Нестерпні леді                     | Міранда Коллінз        | [ 56 ]                                    |
| 2016 | Грошова пастка                     | Петті Фенн             | [ 57 ]                                    |
| 2017 | Смурфики: Загублене містечко       | Смурфверба             | озвучування                               |
| 2017 | Диво                               | Ізабель Пуллман        | [ 59 ]                                    |
| 2018 | Повернення Бена                    | Голлі Бернс            | [ 60 ]                                    |
| 2022 | Квиток до раю                      | Джорджія Коттон        | також виконавча продюсерка                |
| 2023 | Ілюзія безпеки                     | Аманда Сендфорд        | також продюсерка                          |
| 2025 | Після полювання *                  | Альма Олссон           | постпродакшн                              |
| TBA  | Панікуйте обережно *               | TBA                    | зйомки; також продюсерка                  |

| Ще не випущені фільми | Позначає ще не випущені фільми |

## Телебачення
| Рік  | Назва                                            | Роль                                         | Примітки                                                       |
| ---- | ------------------------------------------------ | -------------------------------------------- | -------------------------------------------------------------- |
| 1988 | Поліція Маямі                                    | Поллі Вілер                                  | епізод: «Mirror Image»                                         |
| 1988 | Нижня Оклахома                                   | Кеннот Гатчінс                               | телевізійний фільм                                             |
| 1995 | Перед вашими очима: Секрет Анджелі               | оповідачка                                   | телевізійний фільм                                             |
| 1996 | Друзі                                            | Сюзі Мосс                                    | епізод: «The One After the Superbowl»                          |
| 1998 | Мерфі Браун                                      | камео                                        | епізод: «Never Can Say Goodbye»                                |
| 1999 | Закон і порядок                                  | Катріна Ладлов                               | епізод: «Empire»                                               |
| 2000 | Мовчазні ангели: Історія синдрому Ретта          | оповідачка                                   | [ 73 ]                                                         |
| 2000 | Природа                                          | камео                                        | епізод: «Wild Horses of Mongolia with Julia Roberts»           |
| 2003 | Верховний суд Квінса                             | Н/Д                                          | виконавча продюсерка                                           |
| 2003 | Свобода: Історія США                             | очевидець з Вірджинії / журналістка Епплтона | 2 епізоди                                                      |
| 2004 | Саманта: Свято американської дівчини             | Н/Д                                          | виконавча продюсерка; телевізійний фільм                       |
| 2005 | Фелісіти: Пригоди американської дівчини          | Н/Д                                          | виконавча продюсерка; телевізійний фільм                       |
| 2006 | Беслан: Три дні в вересні                        | оповідачка                                   | документальний фільм                                           |
| 2006 | Моллі: Американська дівчина на домашньому фронті | Н/Д                                          | виконавча продюсерка; телевізійний фільм                       |
| 2011 | Незвичайні мами                                  | ведуча                                       | документальний фільм; також виконавча продюсерка               |
| 2014 | Звичайне серце                                   | Доктор Емма Брукнер                          | телевізійний фільм                                             |
| 2014 | Творці: Жінки, які створюють Америку             | оповідачка                                   | епізод: «Women in Hollywood»                                   |
| 2017 | Дикий біг з Беаром Ґріллзом                      | камео                                        | епізод: «Джулія Робертс»                                       |
| 2018 | Повернення додому                                | Гайді Берґман                                | 10 епізодів; також виконавча продюсерка                        |
| 2022 | Газліт                                           | Марта Мітчелл                                | 8 епізодів; також виконавча продюсерка                         |
| 2024 | Наклз                                            | Вівіан Ворд                                  | епізод: «The Shabbat Dinner»; архівні кадри з фільму «Красуня» |

## Театр
| Рік  | Назва        | Роль       | Драматург       | Примітки                             |
| ---- | ------------ | ---------- | --------------- | ------------------------------------ |
| 2006 | Три дні дощу | Нан / Ліна | Річард Ґрінберґ | Театр Бернарда Б. Джейкобса, Бродвей |